# 馮禮慈
馮禮慈（1958年—），香港樂評人、雜誌編輯、作家，曾創辦音樂雜誌《top 純音樂》及擔任《Quotables 豁達音樂誌向》總編輯，曾於香港中文大學新聞與傳播學院擔任客席講師。

## 生平
1970年代，年少的馮禮慈曾跟隨音樂人郭達年學習結他，後於郭達年創辦的《結他雜誌》撰稿談論英文歌曲（當為中學時期），亦在其他刊物投稿發表樂評。
1977年，馮禮慈因地理科成績較佳，選擇入讀香港中文大學崇基學院地理系，與新聞系的同屆同學郭達俊（郭達年之弟，後從事新聞、紀錄片編導）、潘源良（後從事影視製作、流行曲填詞）、李志超（後從事攝影）等人投緣，經常談論音樂與電影。1981年畢業後馮禮慈並沒有投身地理相關工作，而是像加入電視台的郭達俊、潘源良、李志超那樣，一度在麗的電視任職編劇，亦曾擔任亞洲藝術節助理編輯。
1980年代初獲推薦予主理《號外》的岑建勳，任職於《號外》集團旗下的《國際城市》周刊直至停刊，除《國際城市》外，80年代曾擔任《號外》、《西急》、《LUI》的編輯。期間大量撰寫樂評，涵蓋不同類型、不同地區的音樂，亦有影評、詩評，吸引到《明報周刊》等其他流行刊物的注意，邀約他撰寫當時少有的中文歌樂評。
1984年曾為電影《雪兒》構思故事，1986年擔任電影《操行0分》的編劇，亦曾在一些電影客串演出。同時期他又與許素瑩（後成為其妻）、譚國偉、彭滿圓組織過名為「蟬」的樂隊，馮禮慈身兼曲詞創作、主音歌手、結他手，並自資出了一張唱片《大路上》。
1989年代末至1990年代曾先後主編《top 純音樂》及《Quotables 豁達音樂誌向》，亦有在《壹週刊》（樂評）、《號外》（樂評）、《香港經濟日報》（雜文，曾輯錄成文集《不是甚麼哲目》）等刊物撰寫專欄。
2000年代曾於母校香港中文大學的新聞與傳播學院擔任客席講師，講授香港流行音樂。亦擔任香港作曲家及作詞家協會（CASH）所舉辦的CASH金帆音樂獎評審、顧問多年，2017年與其他六名資深樂評人包括黃志華、黃志淙、袁智聰、黃啟聰、左永然、周凡夫獲CASH金帆音樂獎表揚其貢獻 。
曾出版多本雜文集。

## 主編音樂雜誌

### 《top 純音樂》
通常稱為《top》，或中英文並列稱為《top 純音樂》。形式為月刊，創刊於1989年9月:108，由馮禮慈主張創辦及自任總編輯，一說為得財團支持（出版公司名為Hachette Magazine House Ltd，據說為跨國雜誌公司:109），一說為與友人合辦。其比一般雜誌為大的尺寸，以及排版風格都近似《號外》，亦與《號外》一樣走中產品味路線，內容遍及不同類型中外音樂，包括流行音樂、古典音樂、地下音樂、中樂、粵曲:110，其中約有一半篇幅為本地主流音樂。設有檔案式專題，如「香港電視音樂一覽」、一些外國及本地歌手的「全紀錄」:110。1992年9月停刊:108，共發行32期，馮禮慈曾憶述結業原因是自己不擅長行政及財務。該刊為1990年代香港具代表性的音樂雜誌之一，在香港流行音樂研究著作中時有引用其內容。

### 《Quotables 豁達音樂誌向》
英文名《Quotables》、中文名《豁達音樂誌向》，或中英文並列稱為《Quotables 豁達音樂誌向》。此刊為香港商業電台節目《豁達音樂天空》計畫的一部分，由該台邀請馮禮慈擔任總編輯，來自商業電台的黃志淙、陳輝虹、梁兆輝擔任特約編輯:116。於1993年12月發行過試刊號，一說於1994年8月5日正式創刊:113,115（當時亦有計劃於該年4月1日創刊之說），為雙周刊，同時以報攤銷售及指定地點免費派發形式發行。內容以介紹西方流行曲及搖滾樂為主:115。其具有特色的排版由美術總監夏永康設計。1995年《豁達音樂天空》停播，此刊亦於同年7月21日停刊，共發行25期:113，據傳此刊一直虧損，《豁達音樂天空》亦未能獲得足夠廣告收入。此刊亦屬1990年代香港具代表性的音樂雜誌之一。

## 家庭與個人生活
馮禮慈約於1985年與許素瑩結婚。許素瑩早年曾演出電影和電視劇，憑着改編其真實經歷的代表作《半邊人》獲第3屆香港電影金像獎的最佳新人及最佳女主角兩項提名。1984年許素瑩曾主演一個錄影劇場《睇，死》，該作品正是由馮禮慈編劇，其同學李志超籌劃。同時期馮禮慈與許素瑩又組建樂隊「蟬」（見上文）。許素瑩後從事舞台劇、電影推廣工作，曾任職於《電影雙周刊》（馮禮慈亦曾在《電影雙周刊》撰寫專欄介紹電影配樂）。兩人有兩名女兒，長女約於1988年出生，兩女長大後皆於國外修讀音樂，從事音樂教育。後來舉家信奉佛教。
女兒馮之行是小提琴導師，並從事影視配樂工作，憑2022年電影《正義迴廊》及《風再起時》獲第41屆香港電影金像獎「最佳原創電影音樂」雙提名，許素瑩亦在《正義迴廊》中客串一角。
女兒馮之明是鋼琴導師，曾以藝名AOAO在音樂串流平台發表包辦唱作的流行歌曲。

## 備註
1. ↑  出生年份按香港中文名稱規範數據庫所載。
2. ↑  此報道指馮禮慈為電影《雪兒》的編劇，但按該電影所公布的職員名單，編劇職銜為導演譚家明兼任，馮禮慈職銜為「故事」。
3. ↑  關於電影界中馮禮慈這個名字，與樂評人馮禮慈是否同一人，查證如下：幕前演出可按容貌確定為同一人。擔任電影編劇方面，雖然樂評人馮禮慈當年在《電影雙周刊》的專欄詳細評論《操行0分》的配樂時，沒有在文中提及該片編劇是否自己[6]，但按其他引用的文獻可斷定為同一人。《操行0分》的監製岑建勳及陳冠中均為《號外》高層。
4. 1 2  據《壹週刊》1990年9月刊登的專訪，馮於六年前組樂隊，五年前結婚，專訪時只有一名一歲七個月大的女兒，可推斷結婚及女生誕生年份。

## 外部連結
- 馮禮慈在香港影庫上的簡介